# Ippa spiloglypta
Ippa spiloglypta är en fjärilsart som beskrevs av Edward Meyrick 1930. Ippa spiloglypta ingår i släktet Ippa och familjen äkta malar.
Artens utbredningsområde är Thailand. Inga underarter finns listade i Catalogue of Life.